# Julio Cebrián Mezquita
Julio Cebrián Mezquita – hiszpański malarz.
Studiował na Królewskiej Akademii Sztuk Pięknych San Carlos w Walencji. Wziął udział w konkursie prowincji Walencja na portret króla Alfonsa XII. Brał udział w Krajowej Wystawie Sztuk Pięknych w Madrycie w latach 1877, 1881, 1884 i 1893 przestawiając dzieła o tematyce historycznej z wpływem sztuki biznatyńskiej.

## Dzieła
- El Cid en San Pedro de Cardeña
- San Francisco de Asís en éxtasis
- Ausias March
- La venganza de Fulvia
- El Bautismo de Cristo